# Юрумкувеем
Юрумкувеем, в низовье Бе́лая (чук. Кувлючьывээм) — река на Чукотке, левый и один из основных притоков реки Анадырь. Близ устья реки находится посёлок Усть-Белая. Длина — 396 км. Площадь водосборного бассейна — 44 700 км². Является первым по площади бассейна и третьим по длине притоком Анадыря.
Ниже устья притока Энмываам (вытекает из озера Эльгыгытгын) река называется «Белая». Истоки лежат на Анадырском плоскогорье. Впадает в Анадырь в её нижнем течении (в 237 км от устья).

## Этимология
Русское название река получила за белесый цвет воды, обусловленной большой мутностью воды за счет дренирования горных территорий, и значительный контраст с преимущественно тундровой, чёрной водой реки Анадырь (при этом, в топонимическом словаре приводится обратная версия).
Чукотское название реки Кувлючьывээм произошло от чук. Кувлючьытынуп — круглый холм, что скорее всего отсылает к многочисленным в нижнем течении булгунняхам и подходящим к берегам реки останцам. Чукотский топоним распространяется на нижнее течение реки (собственно Белую), нижнее течение Юрумкувеема и его крупнейший приток — Большую Осиновую.
Название Юрумкувеем произошло от чук. Юрумкывээм — река с пятнами зелёного кустарника, похожими на множество пологов.

## Гидрология
В конце мая — начале июня начинается подъём уровня воды в верхнем течении. Пик паводка обычно приходится на середину июня; его высота достигает 5 м. В начале июля устанавливаются низкие уровни воды. В июле — августе происходят дождевые паводки, уровень воды при этом поднимается на 1,5—2 м, а затем резко падает. Среднемноголетний расход воды в устье составляет 402 км³/с, объём стока 12,688 км³/год.
Река Белая замерзает в конце октября — начале ноября. Подвижки льда начинаются в первой декаде мая, но наибольшей интенсивности ледоход достигает в конце месяца, при этом лёд из большинства проток не выносится, а тает на месте. В долине реки существуют восходящие потоки подмерзлотных вод. На реке и её левых притоках образуются несколько наледей общей площадью 8,6 км².

## Русло
Днище долины заполнено крупнообломочными горными породами (глыбы, валуны), руслообразующие наносы на всём протяжении реки — галька, гравий. Пойма широкая, в низовьях расширяется до 7 км, сложена крупным аллювием и флювиогляциальными отложениями, здесь развита пойменная и русловая многорукавность. Русло Белой, особенно в дельте, изобилует островами, осерёдками и отмелями. Встречается множество перекатов, где река имеет горный характер и скорость течения местами достигает 14,4 км/ч.

## Рельеф долины реки
Долина реки обширная (до 70 км близ устья), протягивается в меридиональном направлении и представляет собой северо-восточную часть Парапольско-Бельской низменности. С востока долина ограничена отрогами хребта Пэкульней, а с запада — возвышенностями Анадырского плоскогорья.
В бассейне Юрумкувеема в днищах речных долин широко распространён пологоволнистый рельеф основной морены с колебаниями высот в его пределах до 40 метров. Современными водотоками эта поверхность прорезана на глубину до 100 метров. Местами наблюдаются небольшие конечноморенные валы, возникновение которых связывается с ледниками долины Юрумкувеема. В верховьях реки на склонах гор в обоих бортах долины сохраняются реликты сильно разрушенных каров с характерным бугристым микрорельефом основной морены каровых ледников в днищах, расположенных на абсолютных высотах до 500 м.

## Ихтиофауна
В верховьях реки обитает редкий эндемичный вид гольцов — боганидская палия (Salvelinus boganidae).

## Хозяйственное значение
Устьевой участок Белой доступен для судов с осадкой 0,6-0,8 м. Период навигации составляет 30-40 дней.
В бассейне реки обнаружены запасы свинца, золота, серебряно-полиметаллических руд.

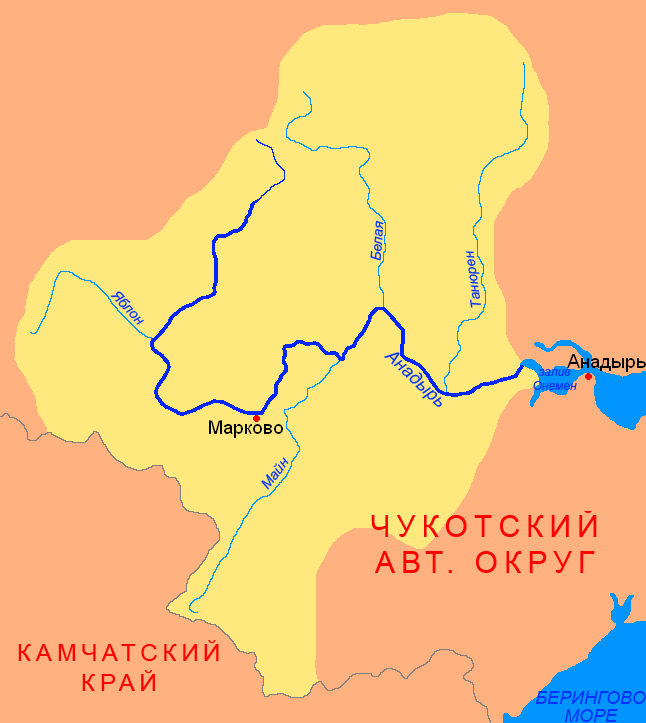
Река Белая в пределах бассейна Анадыря

## Притоки
Объекты перечислены по порядку от устья к истоку.
- 8 км: Ледяная
- 10 км: водоток протока без названия
- 25 км: водоток пр. Роговая
- 52 км: Ирвывеем (в верховье Прав. Ирвывеем)
- 56 км: Янранай (в верховье Лев. Янранай)
- 71 км: Бычья (в верховье Прав. Бычья)
- 74 км: Болотная
- 84 км: Чемлемемель (в верх. Лев. Чемлемемель)
- 86 км: Яндонаквеем
- 92 км: Равнинная
- 92 км: Умнина (в верховье Прав. Умнина)
- 94 км: река без названия
- 106 км: Еоратчилвеем
- 111 км: Энмываам (Эньмувеем)
- 115 км: Грибная
- 116 км: Стремительный
- 124 км: река без названия
- 128 км: Афонькина
- 133 км: река без названия
- 145 км: Большая Осиновая
- 149 км: река без названия
- 151 км: река без названия
- 178 км: река без названия
- 192 км: река без названия
- 206 км: река без названия
- 219 км: Озёрная
- 223 км: река без названия
- 226 км: Чеучечекваам
- 231 км: Ильгэумкывеем
- 235 км: река без названия
- 245 км: Куйвивеем (в верховье Прав. Куйвивеем)
- 255 км: Озерная
- 256 км: Чааваам (в верховье Прав. Чааваам)
- 258 км: Извилистая
- 263 км: Гитленкууль
- 272 км: Комариная
- 273 км: река без названия
- 288 км: река без названия
- 299 км: река без названия
- 301 км: Большой Пыкарваам
- 306 км: река без названия
- 309 км: река без названия
- 317 км: Гытгытвээгыргын
- 321 км: река без названия
- 324 км: Куйвивэринет
- 329 км: река без названия
- 341 км: Эмуринет
- 347 км: Кэйнывеемкай (в верх. Прав. Кэйнывеемкай)
- 360 км: Отвевергин
- 362 км: Быстрая
- 377 км: река без названия